# Évolution des relations diplomatiques du Saint-Siège en 2015
 (juillet 2025).
Représentation actuelle du Saint-Siège
- 2011
- 2012
- 2013
- 2014
- 2015
- 2016
- 2017
- 2018
- 2019

Représentations : près le Saint-Siège, pour le Saint-Siège
Cette liste présente les évolutions des relations pour et près le Saint-Siège en 2015.
À jour le 17 décembre 2015

## Évolution des relations près le Saint-Siège
Le tableau suivant présente la liste des ambassadeurs accrédités près le Saint-Siège ayant pris leurs fonctions en 2015. 
| Date             | Pays               | Nom                                 |
| ---------------- | ------------------ | ----------------------------------- |
| 11 avril 2015    | Italie             | Daniele Mancini                     |
| 20 avril 2015    | Slovénie           | Tomaž Kunstelj                      |
| 25 avril 2015    | Colombie           | Guillermo León Escobar Herrán (es)  |
| 21 mai 2015      | Zimbabwe           | Rudo Mabel Chitiga                  |
| 21 mai 2015      | Swaziland          | Joel Musa Nhleko                    |
| 20 juin 2015     | Guinée équatoriale | Joaquín Mbana Nchama                |
| 1er octobre 2015 | Uruguay            | Francisco José Ottonelli            |
| 2 octobre 2015   | Grèce              | Alexandros Couyou                   |
| 13 novembre 2015 | Monaco             | Claude-Joël Giordan                 |
| 22 novembre 2015 | Égypte             | Hatem Seif el Nasr                  |
| 7 décembre 2015  | Pérou              | María Elvira Velásquez Rivas-Plata  |
| 7 décembre 2015  | Hongrie            | Édouard de Habsbourg-Lorraine (de)  |
| 17 décembre 2015 | Guinée             | Fatoumata Baldé                     |
| 17 décembre 2015 | Lettonie           | Veronika Erte (de)                  |
| 17 décembre 2015 | Inde               | Smita Purushottam                   |
| 17 décembre 2015 | Bahreïn            | Muhammad Abdul Ghaffar Abdulla (en) |

## Évolution des relations pour le Saint-Siège
Le tableau suivant présente la liste des nonces ou délégués apostoliques nommés par le Saint-Siège en 2015 pour le représenter dans différents pays et instances internationales. 
| Date              | Pays                                  | Titre               | Nom                      | Nationalité        |
| ----------------- | ------------------------------------- | ------------------- | ------------------------ | ------------------ |
| 10 janvier 2015   | Haïti                                 | Nonce apostolique   | Eugene Nugent            | Irlande            |
| 5 février 2015    | Égypte                                | Nonce apostolique   | Bruno Musarò             | Italie             |
| 5 février 2015    | Ligue arabe                           | Délégué apostolique | Bruno Musarò             | Italie             |
| 17 février 2015   | Australie (en)                        | Nonce apostolique   | Adolfo Tito Yllana       | Philippines        |
| 21 février 2015   | Mozambique (en)                       | Nonce apostolique   | Edgar Peña Parra         | Venezuela          |
| 5 mars 2015       | Honduras (en)                         | Nonce apostolique   | Novatus Rugambwa         | Tanzanie           |
| 17 mars 2015      | Cuba (en)                             | Nonce apostolique   | Giorgio Lingua           | Italie             |
| 21 mars 2015      | Pays-Bas (en)                         | Nonce apostolique   | Aldo Cavalli             | Italie             |
| 13 avril 2015     | Madagascar (en)                       | Nonce apostolique   | Paolo Rocco Gualtieri    | Italie             |
| 26 septembre 2015 | Seychelles (en)                       | Nonce apostolique   | Paolo Rocco Gualtieri    | Italie             |
| 24 octobre 2015   | Maurice (en)                          | Nonce apostolique   | Paolo Rocco Gualtieri    | Italie             |
| 13 novembre 2015  | Comores (en)                          | Délégué apostolique | Paolo Rocco Gualtieri    | Italie             |
| 24 avril 2015     | Burkina Faso (en)                     | Nonce apostolique   | Piergiorgio Bertoldi     | Italie             |
| 24 avril 2015     | Niger (en)                            | Nonce apostolique   | Piergiorgio Bertoldi     | Italie             |
| 22 mai 2015       | Malte                                 | Nonce apostolique   | Mario Roberto Cassari    | Italie             |
| 23 mai 2015       | Pakistan (en)                         | Nonce apostolique   | Ghaleb Bader             | Jordanie           |
| 15 juin 2015      | Angola (en)                           | Nonce apostolique   | Petar Rajič              | Bosnie-Herzégovine |
| 15 juin 2015      | Sao Tomé-et-Principe (en)             | Nonce apostolique   | Petar Rajič              | Bosnie-Herzégovine |
| 22 juin 2015      | République démocratique du Congo (en) | Nonce apostolique   | Luis Mariano Montemayor  | Argentine          |
| 1er août 2015     | Irak (en)                             | Nonce apostolique   | Alberto Ortega Martín    | Espagne            |
| 1er août 2015     | Jordanie (en)                         | Nonce apostolique   | Alberto Ortega Martín    | Espagne            |
| 5 septembre 2015  | Suisse                                | Nonce apostolique   | Thomas Edward Gullickson | Italie             |
| 5 septembre 2015  | Liechtenstein (en)                    | Nonce apostolique   | Thomas Edward Gullickson | Italie             |
| 13 novembre 2015  | Ukraine (en)                          | Nonce apostolique   | Claudio Gugerotti        | Italie             |
| 5 décembre 2015   | Roumanie                              | Nonce apostolique   | Miguel Maury Buendía     | Espagne            |
| 7 décembre 2015   | Serbie                                | Nonce apostolique   | Luciano Suriani          | Italie             |
| 12 décembre 2015  | Maroc (en)                            | Nonce apostolique   | Vito Rallo               | Italie             |

### Composition du corps diplomatique du Saint-Siège au 31 décembre 2015
| Pays                                  | Représentation        | Représentant                           | Nomination        |
| ------------------------------------- | --------------------- | -------------------------------------- | ----------------- |
| Afrique du Sud                        | Nonce apostolique     | vacant                                 | 22 mai 2015       |
| Albanie (en)                          | Nonce apostolique     | Ramiro Moliner Inglés                  | 26 juillet 2008   |
| Algérie                               | Nonce apostolique     | vacant                                 | 1er octobre 2015  |
| Allemagne                             | Nonce apostolique     | Nikola Eterović                        | 21 septembre 2013 |
| Andorre (en)                          | Nonce apostolique     | Renzo Fratini                          | 22 août 2009      |
| Angola (en)                           | Nonce apostolique     | Petar Rajič                            | 15 juin 2015      |
| Antigua-et-Barbuda (en)               | Nonce apostolique     | Nicolas Girasoli                       | 21 décembre 2011  |
| Antilles                              | Délégué apostolique   | Nicolas Girasoli                       | 29 octobre 2011   |
| Argentine (en)                        | Nonce apostolique     | Emil Paul Tscherrig                    | 5 janvier 2012    |
| Arménie (en)                          | Nonce apostolique     | Marek Solczyński                       | 15 décembre 2011  |
| Australie (en)                        | Nonce apostolique     | Adolfo Tito Yllana                     | 17 février 2015   |
| Autriche (en)                         | Nonce apostolique     | Peter Stephan Zurbriggen               | 14 janvier 2009   |
| Azerbaïdjan (en)                      | Nonce apostolique     | Marek Solczyński                       | 14 avril 2012     |
| Bahamas (en)                          | Nonce apostolique     | Nicolas Girasoli                       | 29 octobre 2011   |
| Bahreïn (en)                          | Nonce apostolique     | vacant                                 | 15 juin 2015      |
| Bangladesh (en)                       | Nonce apostolique     | George Kocherry                        | 6 juillet 2013    |
| Barbade (en)                          | Nonce apostolique     | Nicolas Girasoli                       | 21 décembre 2011  |
| Belgique (en)                         | Nonce apostolique     | Giacinto Berloco                       | 18 juin 2009      |
| Belize (en)                           | Nonce apostolique     | Léon Kalenga Badikebele                | 13 avril 2013     |
| Bénin                                 | Nonce apostolique     | Brian Udaigwe                          | 8 avril 2013      |
| Biélorussie (en)                      | Nonce apostolique     | vacant                                 | 13 novembre 2015  |
| Birmanie (en)                         | Délégué apostolique   | Paul Tschang In-Nam                    | 4 août 2012       |
| Bolivie (en)                          | Nonce apostolique     | Giambattista Diquattro                 | 21 novembre 2008  |
| Bosnie-Herzégovine (en)               | Nonce apostolique     | Luigi Pezzuto                          | 17 novembre 2012  |
| Botswana                              | Nonce apostolique     | vacant                                 | 22 mai 2015       |
| Brésil (en)                           | Nonce apostolique     | Giovanni d'Aniello                     | 10 février 2012   |
| Brunei (en)                           | Délégué apostolique   | Joseph Salvador Marino                 | 16 janvier 2013   |
| Bulgarie (en)                         | Nonce apostolique     | Anselmo Guido Pecorari                 | 25 avril 2014     |
| Burkina Faso (en)                     | Nonce apostolique     | Piergiorgio Bertoldi                   | 24 avril 2015     |
| Burundi                               | Nonce apostolique     | Wojciech Załuski                       | 15 juillet 2014   |
| Cambodge (en)                         | Nonce apostolique     | Paul Tschang In-Nam                    | 4 août 2012       |
| Cameroun                              | Nonce apostolique     | Piero Pioppo                           | 25 janvier 2010   |
| Canada                                | Nonce apostolique     | Luigi Bonazzi                          | 18 décembre 2013  |
| Cap-Vert                              | Nonce apostolique     | vacant                                 | 22 juin 2015      |
| République centrafricaine             | Nonce apostolique     | Franco Coppola                         | 31 janvier 2014   |
| Chili (en)                            | Nonce apostolique     | Ivo Scapolo                            | 15 juillet 2011   |
| Chine (en)                            | fonction supprimée    | vacant                                 | 25 mars 1979      |
| Colombie (en)                         | Nonce apostolique     | Ettore Balestrero                      | 22 février 2013   |
| Comores (en)                          | Délégué apostolique   | Paolo Rocco Gualtieri                  | 13 novembre 2015  |
| Congo                                 | Nonce apostolique     | vacant                                 | 7 décembre 2015   |
| République démocratique du Congo (en) | Nonce apostolique     | Luis Mariano Montemayor                | 22 juin 2015      |
| Îles Cook (en)                        | Nonce apostolique     | Martin Krebs                           | 8 mai 2013        |
| Corée du Sud (en)                     | Nonce apostolique     | Osvaldo Padilla                        | 12 avril 2008     |
| Costa Rica (en)                       | Nonce apostolique     | Antonio Arcari                         | 22 mars 2014      |
| Côte d'Ivoire                         | Nonce apostolique     | Joseph Spiteri                         | 1er octobre 2013  |
| Croatie (en)                          | Nonce apostolique     | Alessandro D'Errico                    | 21 mai 2012       |
| Cuba (en)                             | Nonce apostolique     | Giorgio Lingua                         | 17 mars 2015      |
| Chypre (en)                           | Nonce apostolique     | Giuseppe Lazzarotto                    | 30 août 2012      |
| Danemark (en)                         | Nonce apostolique     | Henryk Józef Nowacki                   | 6 octobre 2012    |
| Djibouti                              | Nonce apostolique     | Luigi Bianco                           | 10 septembre 2014 |
| République dominicaine (en)           | Nonce apostolique     | Thaddeus Okolo                         | 7 octobre 2013    |
| Dominique (en)                        | Nonce apostolique     | Nicolas Girasoli                       | 29 octobre 2011   |
| Équateur (en)                         | Nonce apostolique     | Giacomo Guido Ottonello                | 26 février 2005   |
| Égypte                                | Nonce apostolique     | Bruno Musarò                           | 5 février 2015    |
| Émirats arabes unis (en)              | Nonce apostolique     | vacant                                 | 15 juin 2015      |
| Érythrée (en)                         | Nonce apostolique     | Hubertus van Megen                     | 7 juin 2013       |
| Espagne                               | Nonce apostolique     | Renzo Fratini                          | 20 août 2009      |
| Estonie (en)                          | Nonce apostolique     | Pedro López Quintana                   | 18 décembre 2013  |
| Éthiopie (en)                         | Nonce apostolique     | Luigi Bianco                           | 12 juillet 2014   |
| États-Unis                            | Nonce apostolique     | Carlo Maria Viganò                     | 19 octobre 2011   |
| Fidji (en)                            | Nonce apostolique     | Martin Krebs                           | 23 septembre 2013 |
| Finlande (en)                         | Nonce apostolique     | Henryk Józef Nowacki                   | 6 octobre 2012    |
| France                                | Nonce apostolique     | Luigi Ventura                          | 22 septembre 2009 |
| Gabon (en)                            | Nonce apostolique     | vacant                                 | 7 décembre 2015   |
| Gambie                                | Nonce apostolique     | Mirosław Adamczyk                      | 8 juin 2013       |
| Géorgie (en)                          | Nonce apostolique     | Marek Solczyński                       | 26 novembre 2011  |
| Ghana (en)                            | Nonce apostolique     | Jean-Marie Speich                      | 17 août 2013      |
| Grande-Bretagne                       | Nonce apostolique     | Antonio Mennini                        | 18 décembre 2010  |
| Grèce (en)                            | Nonce apostolique     | Edward Joseph Adams                    | 22 février 2011   |
| Grenade (en)                          | Nonce apostolique     | Nicolas Girasoli                       | 29 octobre 2011   |
| Guatemala (en)                        | Nonce apostolique     | Nicolas Thevenin                       | 5 janvier 2013    |
| Guinée (en)                           | Nonce apostolique     | Santo Gangemi                          | 6 novembre 2013   |
| Guinée-Bissau (en)                    | Nonce apostolique     | vacant                                 | 22 juin 2015      |
| Guinée équatoriale (en)               | Nonce apostolique     | Piero Pioppo                           | 25 janvier 2010   |
| Guyana (en)                           | Nonce apostolique     | Nicolas Girasoli                       | 29 octobre 2011   |
| Haïti                                 | Nonce apostolique     | Eugene Nugent                          | 10 janvier 2015   |
| Honduras (en)                         | Nonce apostolique     | Novatus Rugambwa                       | 5 mars 2015       |
| Hongrie                               | Nonce apostolique     | Alberto Bottari de Castello            | 6 juin 2011       |
| Inde (en)                             | Nonce apostolique     | Salvatore Pennacchio                   | 8 mai 2010        |
| Indonésie (en)                        | Nonce apostolique     | Antonio Guido Filipazzi                | 23 mars 2011      |
| Iran (en)                             | Nonce apostolique     | Leo Boccardi                           | 11 juillet 2013   |
| Irak (en)                             | Nonce apostolique     | Alberto Ortega Martín                  | 1er août 2015     |
| Irlande (en)                          | Nonce apostolique     | Charles John Brown                     | 26 novembre 2011  |
| Islande (en)                          | Nonce apostolique     | Henryk Józef Nowacki                   | 28 juin 2012      |
| Israël (en)                           | Nonce apostolique     | Giuseppe Lazzarotto                    | 18 août 2012      |
| Italie (en)                           | Nonce apostolique     | Adriano Bernardini                     | 15 novembre 2011  |
| Jamaïque (en)                         | Nonce apostolique     | Nicolas Girasoli                       | 29 octobre 2011   |
| Japon (en)                            | Nonce apostolique     | Joseph Chennoth                        | 15 août 2011      |
| Jérusalem et Palestine (en)           | Délégué apostolique   | Giuseppe Lazzarotto                    | 18 août 2012      |
| Jordanie (en)                         | Nonce apostolique     | Alberto Ortega Martín                  | 1er août 2015     |
| Kazakhstan (en)                       | Nonce apostolique     | vacant                                 | 5 décembre 2015   |
| Kenya (en)                            | Nonce apostolique     | Charles Daniel Balvo                   | 17 janvier 2013   |
| Kiribati (en)                         | Nonce apostolique     | Martin Krebs                           | 8 mai 2013        |
| Koweït (en)                           | Nonce apostolique     | vacant                                 | 15 juin 2015      |
| Kirghizistan (en)                     | Nonce apostolique     | vacant                                 | 5 décembre 2015   |
| Laos (en)                             | Délégué apostolique   | Paul Tschang In-Nam                    | 4 août 2012       |
| Lesotho (en)                          | Nonce apostolique     | vacant                                 | 22 mai 2015       |
| Lettonie (en)                         | Nonce apostolique     | Pedro López Quintana                   | 22 mars 2014      |
| Liban (en)                            | Nonce apostolique     | Gabriele Caccia                        | 16 juillet 2009   |
| Liberia (en)                          | Nonce apostolique     | Mirosław Adamczyk                      | 22 février 2013   |
| Libye                                 | Nonce apostolique     | vacant                                 | 21 mars 2015      |
| Liechtenstein (en)                    | Nonce apostolique     | Thomas Edward Gullickson               | 5 septembre 2011  |
| Ligue arabe                           | Délégué apostolique   | Bruno Musarò                           | 5 février 2015    |
| Lituanie (en)                         | Nonce apostolique     | Pedro López Quintana                   | 22 mars 2014      |
| Luxembourg (en)                       | Nonce apostolique     | Giacinto Berloco                       | 24 juillet 2009   |
| Macédoine (en)                        | Nonce apostolique     | Anselmo Guido Pecorari                 | 11 juillet 2014   |
| Madagascar (en)                       | Nonce apostolique     | Paolo Rocco Gualtieri                  | 13 avril 2015     |
| Malawi (en)                           | Nonce apostolique     | Julio Murat                            | 6 juin 2012       |
| Malaisie (en)                         | Nonce apostolique     | Joseph Salvador Marino                 | 16 janvier 2013   |
| Mali (en)                             | Nonce apostolique     | Santo Gangemi                          | 5 février 2014    |
| Malte                                 | Nonce apostolique     | Mario Roberto Cassari                  | 22 mai 2015       |
| Maroc (en)                            | Nonce apostolique     | Vito Rallo                             | 12 décembre 2015  |
| Îles Marshall (en)                    | Nonce apostolique     | Martin Krebs                           | 3 mai 2014        |
| Mauritanie (en)                       | Délégué apostolique   | vacant                                 | 22 juin 2015      |
| Maurice (en)                          | Nonce apostolique     | Paolo Rocco Gualtieri                  | 24 octobre 2015   |
| Mexique (en)                          | Nonce apostolique     | Christophe Pierre                      | 22 mars 2007      |
| Micronésie (en)                       | Nonce apostolique     | Martin Krebs                           | 8 mai 2013        |
| Moldavie (en)                         | Nonce apostolique     | Francisco-Javier Lozano (en)           | 10 décembre 2007  |
| Monaco (en)                           | Nonce apostolique     | Luigi Travaglino                       | 8 septembre 2012  |
| Mongolie (en)                         | Nonce apostolique     | Osvaldo Padilla                        | 26 avril 2008     |
| Monténégro (en)                       | Nonce apostolique     | Luigi Pezzuto                          | 17 novembre 2012  |
| Mozambique (en)                       | Nonce apostolique     | Edgar Peña Parra                       | 21 février 2015   |
| Namibie (en)                          | Nonce apostolique     | vacant                                 | 22 mai 2015       |
| Nations unies - New York              | Observateur permanent | Bernardito Auza                        | 1er juillet 2014  |
| Nations unies - Genève                | Observateur permanent | Silvano Tomasi                         | 10 juin 2003      |
| Nauru (en)                            | Nonce apostolique     | Martin Krebs                           | 3 mai 2014        |
| Népal (en)                            | Nonce apostolique     | Salvatore Pennacchio                   | 13 novembre 2010  |
| Nicaragua (en)                        | Nonce apostolique     | Fortunatus Nwachukwu                   | 12 novembre 2012  |
| Niger (en)                            | Nonce apostolique     | Piergiorgio Bertoldi                   | 24 avril 2015     |
| Nigeria (en)                          | Nonce apostolique     | Augustine Kasujja                      | 2 février 2010    |
| Norvège (en)                          | Nonce apostolique     | Henryk Józef Nowacki                   | 6 octobre 2012    |
| Nouvelle-Zélande (en)                 | Nonce apostolique     | Martin Krebs                           | 8 mai 2013        |
| Ouganda (en)                          | Nonce apostolique     | Michael August Blume                   | 2 février 2013    |
| Ouzbékistan (en)                      | Nonce apostolique     | Ivan Jurkovič                          | 22 juillet 2011   |
| Pakistan (en)                         | Nonce apostolique     | Ghaleb Bader                           | 23 mai 2015       |
| Palaos (en)                           | Nonce apostolique     | Martin Krebs                           | 8 mai 2013        |
| Panama (en)                           | Nonce apostolique     | Andrés Carrascosa Coso                 | 12 janvier 2009   |
| Papouasie-Nouvelle-Guinée (en)        | Nonce apostolique     | Michael Banach                         | 16 avril 2013     |
| Paraguay (en)                         | Nonce apostolique     | Eliseo Antonio Ariotti                 | 5 novembre 2009   |
| Pays-Bas (en)                         | Nonce apostolique     | Aldo Cavalli                           | 21 mars 2015      |
| Pérou (en)                            | Nonce apostolique     | James Patrick Green                    | 15 octobre 2011   |
| Philippines (en)                      | Nonce apostolique     | Giuseppe Pinto                         | 10 mai 2011       |
| Pologne                               | Nonce apostolique     | Celestino Migliore                     | 30 juin 2010      |
| Porto Rico (en)                       | Délégué apostolique   | Thaddeus Okolo                         | 7 octobre 2013    |
| Portugal (en)                         | Nonce apostolique     | Rino Passigato                         | 8 novembre 2008   |
| Qatar (en)                            | Nonce apostolique     | vacant                                 | 15 juin 2015      |
| Roumanie                              | Nonce apostolique     | Miguel Maury Buendía                   | 5 décembre 2015   |
| Russie                                | Nonce apostolique     | Ivan Jurkovič                          | 19 février 2011   |
| Rwanda                                | Nonce apostolique     | Luciano Russo                          | 16 février 2012   |
| Saint-Christophe-et-Niévès (en)       | Nonce apostolique     | Nicolas Girasoli                       | 29 octobre 2011   |
| Sainte-Lucie (en)                     | Nonce apostolique     | Nicolas Girasoli                       | 29 octobre 2011   |
| Saint-Vincent-et-les-Grenadines (en)  | Nonce apostolique     | Nicolas Girasoli                       | 29 octobre 2011   |
| Salvador                              | Nonce apostolique     | Léon Kalenga Badikebele                | 22 février 2013   |
| Samoa (en)                            | Nonce apostolique     | Martin Krebs                           | 23 septembre 2013 |
| Saint-Marin (en)                      | Nonce apostolique     | Adriano Bernardini                     | 15 novembre 2011  |
| Sao Tomé-et-Principe (en)             | Nonce apostolique     | Petar Rajič                            | 15 juin 2015      |
| Sénégal                               | Nonce apostolique     | vacant                                 | 22 juin 2015      |
| Serbie                                | Nonce apostolique     | Luciano Suriani                        | 7 décembre 2015   |
| Seychelles (en)                       | Nonce apostolique     | Paolo Rocco Gualtieri                  | 26 septembre 2015 |
| Sierra Leone (en)                     | Nonce apostolique     | Mirosław Adamczyk                      | 21 septembre 2013 |
| Singapour (en)                        | Nonce apostolique     | Leopoldo Girelli                       | 13 janvier 2011   |
| Slovaquie (en)                        | Nonce apostolique     | Mario Giordana                         | 15 mars 2008      |
| Slovénie                              | Nonce apostolique     | Juliusz Janusz                         | 10 février 2011   |
| Îles Salomon (en)                     | Nonce apostolique     | Michael Banach                         | 18 mai 2013       |
| Somalie (en)                          | Délégué apostolique   | Luigi Bianco                           | 10 septembre 2014 |
| Soudan du Sud (en)                    | Nonce apostolique     | Charles Daniel Balvo                   | 21 décembre 2013  |
| Soudan (en)                           | Nonce apostolique     | Hubertus van Megen                     | 11 juillet 2013   |
| Sri Lanka (en)                        | Nonce apostolique     | Pierre Nguyên Van Tot                  | 22 mars 2014      |
| Suriname (en)                         | Nonce apostolique     | Nicolas Girasoli                       | 29 octobre 2011   |
| Suède (en)                            | Nonce apostolique     | Henryk Józef Nowacki                   | 28 juin 2012      |
| Suisse                                | Nonce apostolique     | Thomas Edward Gullickson               | 5 septembre 2015  |
| Swaziland (en)                        | Nonce apostolique     | vacant                                 | 22 mai 2015       |
| Syrie (en)                            | Nonce apostolique     | Mario Zenari                           | 30 décembre 2008  |
| Tadjikistan (en)                      | Nonce apostolique     | vacant                                 | 5 décembre 2015   |
| Tanzanie (en)                         | Nonce apostolique     | Francisco Montecillo Padilla           | 10 novembre 2011  |
| Tchad (en)                            | Nonce apostolique     | Franco Coppola                         | 7 octobre 2013    |
| République tchèque                    | Nonce apostolique     | Giuseppe Leanza                        | 15 septembre 2011 |
| Thaïlande (en)                        | Nonce apostolique     | Paul Tschang In-Nam                    | 4 août 2012       |
| Timor oriental (en)                   | Nonce apostolique     | Joseph Salvador Marino                 | 16 janvier 2013   |
| Togo                                  | Nonce apostolique     | Brian Udaigwe                          | 16 juillet 2013   |
| Tonga (en)                            | Nonce apostolique     | Martin Krebs                           | 18 janvier 2014   |
| Trinité-et-Tobago (en)                | Nonce apostolique     | Nicolas Girasoli                       | 21 décembre 2011  |
| Tunisie                               | Nonce apostolique     | vacant                                 | 1er octobre 2015  |
| Turquie (en)                          | Nonce apostolique     | Antonio Lucibello                      | 27 août 2005      |
| Turkménistan (en)                     | Nonce apostolique     | Antonio Lucibello                      | 27 août 2005      |
| Ukraine (en)                          | Nonce apostolique     | Claudio Gugerotti                      | 13 novembre 2015  |
| Union européenne                      | Nonce apostolique     | Alain Lebeaupin                        | 23 juin 2012      |
| Uruguay (en)                          | Nonce apostolique     | George Panikulam                       | 14 juin 2014      |
| Vanuatu (en)                          | Nonce apostolique     | Martin Krebs                           | 23 septembre 2013 |
| Venezuela (en)                        | Nonce apostolique     | Aldo Giordano                          | 26 octobre 2013   |
| Viêt Nam (en)                         | Délégué apostolique   | représentant officiel Leopoldo Girelli | 19 septembre 1975 |
| Yémen (en)                            | Nonce apostolique     | vacant                                 | 15 juin 2015      |
| Zambie                                | Nonce apostolique     | Julio Murat                            | 27 janvier 2012   |
| Zimbabwe (en)                         | Nonce apostolique     | Marek Zalewski                         | 25 mars 2014      |

### Sources
- Bulletins de la salle de presse du Saint-Siège en 2015
- Postes diplomatiques de la Curie sur catholic-hierarchy.org